# Dobrina, Varna
Dobrina (în bulgară Добрина) este un sat în comuna Provadia, regiunea Varna,  Bulgaria. 

## Demografie
Componența etnică a satului Dobrina
     Romi (3,87%)
     Bulgari (89,65%)
     Nicio identificare (6,46%)
     Altele (0%)
La recensământul din 2011, populația satului Dobrina era de 232 locuitori. Din punct de vedere etnic, majoritatea locuitorilor (89,65%) erau bulgari, cu o minoritate de romi (3,87%). Pentru 6,46% din locuitori nu este cunoscută apartenența etnică.